# Summertime Saga
Summertime Saga ist ein 2016 veröffentlichtes Dating-Sim-Computerspiel mit pornografischem Inhalt von Entwickler Kompas Productions. Der kostenfrei spielbare Titel erschien für Windows, Linux, macOS und Android.
Der Spieler schlüpft darin in die Rolle eines US-amerikanischen Teenagers kurz vor seinem High-School-Abschluss. Der Spieler trifft für den Protagonisten Entscheidungen darüber, wie dieser sein letztes Schuljahr verbringt, welchen Aktivitäten und Nebenjobs er nachgeht und pflegt dabei Beziehungen zu einer Reihe von Frauen. Gespielt wird nach dem klassischen Point-and-Click-Schema.
Das Projekt gehört zu den beliebtesten auf der Künstler-Plattform Patreon. Dessen Entwicklung wird dort von über 66.000 Unterstützern mit mehr als 74.000 US-Dollar monatlich gefördert. Damit ist es das meistgeförderte Erotikspiel auf der Plattform.

## Handlung
Das Spiel beginnt damit, dass Frank, der Vater des Hauptcharakters (auch Anon genannt), beerdigt wird nachdem er unter ominösen Umständen verstorben war. Daraufhin zieht Anon bei Debbie, einer Freundin seines Vaters, sowie deren Tochter Jenny ein. Eines Nachts belauscht er ein Gespräch, wonach Frank sich mit ein paar "Echt üblen Leuten" eingelassen hätte, die es sich zum Ziel gesetzt hätten, die von ihm hinterlassenen Schulden einzutreiben. Einen Monat später kehrt Anon zur Schule zurück und hat sich drei Ziele gesetzt: Geld verdienen um die Schulden seines Vaters tilgen zu können, die Wahrheit über den Tod seines Vaters herauszufinden und ein Date für den Abschlussball zu finden. Welches dieser Ziele er zuerst verfolgt und wie genau hängt von den Entscheidungen des Spielers ab.

## Entwicklung
Das Spiel wurde mit der Visual-Novel-Engine Ren’Py erstellt. Zunächst vom freischaffenden Künstler hinter dem Pseudonym DarkCookie als Hobby-Projekt begonnen und erstmals 2016 veröffentlicht, arbeitet inzwischen ein siebenköpfiges Team für das auf den Erfolg des Spiels hin gegründete Unternehmen Kompas Productions. Anders als viele vergleichbare Spiele im Genre setzt Summertime Saga auf einen Cartoon-Stil, statt auf Anime- oder 3D-Optik. Der Zeichenstil ähnele vielmehr den Figuren des Satiremagazins Mad.
Während das Spiel selbst kostenfrei herunterladbar und spielbar ist, erhalten Nutzer, die die Entwicklung des Spiels über ein monatliches Abonnement auf Patreon von mindestens 5 Euro bzw. US-Dollar unterstützen, zusätzliche Einblicke in den Entwicklungsprozess und die Möglichkeit, an Abstimmungen über zukünftige Spielinhalte teilzunehmen.

## Rezeption
Summertime Saga stelle ein für sein Genre vergleichsweise gesundes, aber heteronormatives Sexualverhalten dar. Der Protagonist würde nicht manipulativ oder nötigend auftreten und dargestellter Geschlechtsverkehr erfolge stets einvernehmlich. Der Handlungsstrang rund um die Beziehung des Protagonisten zu einer transsexuellen Figur sei mit besonderer Sensibilität geschrieben. Gleichzeitig wird eine dennoch marginalisierende Darstellung von Transsexualität als Fetisch kritisiert.
Spielemagazin PC Gamer führte das Spiel in seiner 2023 veröffentlichten Aufstellung der „Besten Sex-Spiele“. Das US-Magazin Chicago Reader kürte Summertime Saga 2023 zum besten pornografischen Spiel mit regelmäßigen kostenfreien Updates.